# Robert Duis
Robert Duis, né le 14 mai 1913, à Londres, en Angleterre et décédé le 25 mars 1991, à Klosters-Serneus, en Suisse, est un ancien joueur allemand de basket-ball.